# Aire de protection de la flore et la faune Yum Balam
L'Aire de protection de la flore et de la faune Yum Balam est, depuis 1994, une zone naturelle protégée située dans le sud-est du Mexique; spécifiquement dans la pointe nord-est de la péninsule du Yucatán, au nord de l'état du Quintana Roo, dans les municipalités de Lázaro Cárdenas et Isla Mujeres.